# Tan feliz
«Tan feliz» es una canción del cantante Pee Wee. La canción el segundo promotional sencillo del álbum debut de estudio Yo soy lanzado en 6 de julio de 2009. En 2010 la canción fue grabada en una nueva versión del dúo con la cantante pop brasileña Kelly Key, lanzado como sencillo oficial en 31 de enero de 2011. La versión solo es presentada en la banda sonora de la telenovela Camaleones.

## Información del sencillo
El 25 de febrero de 2010 Kelly anunció negociaciones con los agentes de la Pee Wee para una canción con ella. El 13 de abril, el cantante dijo en Twitter que grabaría la canción. El 8 de septiembre, Kelly dijo que iba a embarcar hacia México para grabar la canción, la nueva versión de Tan Feliz. La canción fue lanzado el 31 de enero de 2011.

## Videos musicales

### Camaleones versión
El video musical fue muy corto porque fue filmado exclusivamente para la telenovela Camaleones en el Colegio San Bartolomé que aparece en la historia, Sherlyn (Solagne) y Ferdinando Valencia (Patricio) también aparecen en el video.

### Dúo versión
El video fue programado para ser filmado en diciembre de 2010 en Miami, dirigido por Adria Petty, pero fue dejado de lado. No se sabe si el clip de vídeo está grabado.

## Listas
| Lista (2011)    | Máxima Posición |
| --------------- | --------------- |
| Paraguay Top 40 | 5               |